# Tatort: Wir sind die Guten
Wir sind die Guten ist ein Fernsehfilm aus der Krimireihe Tatort. Der vom Bayerischen Rundfunk produzierte Beitrag wurde am 13. Dezember 2009 im Ersten Programm der ARD erstgesendet. Es handelt sich um die Tatort-Folge 749. Für die Kommissare Batic und Leitmayr ist es ihr 54. Fall, wobei Batic diesmal nicht selbst ermitteln kann, da er nach einem schweren Autounfall sein Gedächtnis verloren hat. Leitmayr tut alles, um dem Freund und Kollegen zu helfen.

## Handlung
Leitmayr wird zu einem Mordfall gerufen: Eine Frau liegt erschossen in der Badewanne. Es ist Leah Wedel, eine junge Polizistin und die Tochter des Chefs der Asservatenkammer. Vergeblich versucht Leitmayr seinen Kollegen Batic zu erreichen. Als es ihm dann endlich glückt, findet er ihn im Krankenhaus. Er hatte nach einem Autounfall und neben kleineren Verletzungen eine globale Amnesie, sodass er nicht einmal Leitmayr wiedererkennt. Er halluziniert und sieht einen Fremden, vor dem er sogar aus dem Krankenhaus flüchtet.
Obwohl Batic noch immer extrem durcheinander ist, fahren beide im Auto zum Tatort, wo Stolze vom LKA und Michalik vom Drogendezernat gerade dabei sind, die Wohnung zu untersuchen, und auch eine größere Menge Rauschgift finden. Eine Restaurantquittung führt Batic und Leitmayr zu einem Lokal. Der Wirt kann sich recht gut an die Dame erinnern und behauptet, sie hätte sich hier mit einem Mann getroffen, und das wäre sein Kollege. Franz redet auf Ivo ein, er solle sich doch endlich erinnern, als gerade wieder der Mann erscheint, vor dem er aus dem Krankenhaus geflüchtet ist. Die gesamten mysteriösen Umstände und die Tatsache, dass Batic womöglich der letzte gewesen ist, mit dem Leah zusammen war, machen ihn extrem verdächtig, und es wird offiziell nach ihm gefahndet. Stolze zieht sogar Leitmayr wegen Befangenheit von dem Fall ab. Trotzdem erörtert er mit Stolze den Fall, der total undurchsichtig ist. Leitmayr versteht nicht, in was Leah Wedel seinen Kollegen da hineingezogen hat, wohingegen Stolze meint, es könnte doch aber genauso gut auch umgekehrt sein.
Batic ist nun auf der Flucht und kann sich mittlerweile auch wieder ein wenig erinnern. Er wird nun aber schon über das Fernsehen gesucht, und so besorgt er sich neue Kleider und tarnt sich mit Mütze und Sonnenbrille. Kurz darauf begegnet ihm wieder der geheimnisvolle Fremde, und er versucht mit dem Handy ein Foto von ihm zu machen, was aber misslingt. Er wendet sich an Leitmayr, der ihm heimlich hilft, ein Phantombild zu erstellen, was nun endlich einmal ein Anhaltspunkt ist. Leitmayr sucht Leahs Vater auf und sagt ihm, dass er nicht glaube, dass seine Tochter eine Dealerin war. Er zeigt ihm das Phantombild, aber Wedel kennt das Gesicht nicht. Leah hätte ihm eigentlich immer alles erzählt, und er könne sich nicht vorstellen, dass sie vor ihm Geheimnisse gehabt hätte. Ihm fällt aber ein, dass sie nach einer Nachtschicht vor zwei Wochen nicht mit ihm geredet hat, was noch nie vorgekommen ist. Daraufhin begibt sich Leitmayr zu Leahs alten Kollegen, um sie zu befragen, aber angeblich weiß niemand etwas.
Batic untersucht unterdessen Leahs Wohnung, um nach Anhaltspunkten zu suchen, und nimmt ihren Dienstausweis mit. Danach trifft er sich wieder mit Leitmayr, und mit dem Ausweis kommen sie nachts unbemerkt an Leahs Arbeitsstelle und an ihren Schreibtisch. Sie finden ihren letzten Fall „Roter Hirsch“, wo schon seit Monaten observiert wurde. Auf einer Überwachungs-DVD ist offensichtlich, dass ein Stück fehlt. Sie kopieren sich die DVD, und als am nächsten Morgen Leitmayr ins Büro kommt, ruft Stolze an, man hätte Batics Wagen gefunden. Er befindet sich 20 Meter tief in einer Schlucht, und die Mordwaffe liegt im Auto. Leitmayr kann das natürlich nicht glauben, er gibt Stolze die DVD und das Phantombild, und er solle es sich ansehen und dann 1 und 1 zusammenzählen. Leah hat etwas gesehen, was sie nicht hätte sehen sollen, und all die Indizien riechen nur so nach Vertuschung.
Als man Batic in Leitmayrs Auto entdeckt, wird er von der ganzen Polizeimannschaft verfolgt und gestellt. Stolze suspendiert Leitmayr auf der Stelle wegen Behinderung, und Batic wird inhaftiert. Dieser randaliert in seiner Zelle, da er wieder den Fremden sieht. Die Überwachungskamera zeigt aber eindeutig, dass außer ihm absolut niemand da war. Er muss einsehen, dass er tatsächlich nur halluziniert. So zweifelt er an sich selbst und schließt nicht mehr aus, dass er tatsächlich Leah umgebracht haben könnte. Leitmayr ist aber von seiner Unschuld überzeugt und sucht weiter nach entlastenden Indizien. Er lässt sich bei der KTU Batics Wagen zeigen und findet das Austrittsloch eines großkalibrigen Geschosses. Stolze, mit diesen Fakten konfrontiert, entlässt Batic aus der Haft, und alle drei fahren den Weg noch einmal ab, den Batic vermutlich in der Mordnacht zurückgelegt hat. In der Nähe der Unfallstelle befindet sich eine kleine Kapelle. Batic geht hinein und erkennt in der Figur des Heiligen Sebastian seinen ominösen Fremden. Er rennt zu Leitmayr und Stolze zurück, während auf sie geschossen wird und eine Kugel Batic lebensgefährlich trifft. In dramatischen Bildern der Reanimierung wird er in die Klinik gebracht. Er erinnert sich kurz an den Heiligen Sebastian und sagt es zu Leitmayr. Während dieser auf dem Krankenhausflur wartet, erscheint Stolze und gibt zu, dass er die ganze Zeit recht gehabt hätte. Als Leitmayr ihm von der Heiligenfigur berichtet und Stolze sich daraufhin umgehend zur Kapelle begibt, muss Leitmayr erkennen, dass Stolze selber hinter allem steckt. Als er sich die Original-DVD, die hinter der Figur versteckt war, holen wollte, wird er von Leitmayr gestellt, und Stolze bleibt nichts anderes übrig, als alles zuzugeben, auch den Mord an Leah.
Batic geht es langsam besser, und er hat endlich seine Erinnerung zurück. Doch Leitmayr macht sich begründete Sorgen um seinen Kollegen, denn Michalik hat sich in die Klinik geschummelt und will Batic endgültig zum Schweigen bringen, was Leitmayr aber im letzten Moment verhindern kann.
Als Batic wieder aus dem Krankenhaus entlassen ist, fährt er mit Leitmayr zu Wedel, und sie erklären ihm die Zusammenhänge. In Leahs letzter Nachtschicht hat sie gesehen, wie bei der überwachten Gaststätte „Roten Hirsch“ ein verdächtiges Auto vorfährt, eben die Sequenz, die bei der DVD der Rauschgiftfahnder fehlte. Sie verfolgt den Wagen bis zu einem Parkplatz, dort sieht sie Stolze, Michalik und ihren Vater beim Austausch von Rauschgift. Ihr Vater hatte es jeweils kurz vor der Vernichtung ausgetauscht, sodass nie jemand etwas bemerkt hat. Stolze hatte die Kontakte, und Michalik sorgte dafür, dass seine Rauschgiftfahnder nichts merkten. In ihrer Not hatte sich Leah an Batic, ihren alten Ausbilder, gewandt und ihm die DVD mit den vollständigen Aufnahmen gegeben. Als er dann bemerkte, dass sie beobachtet und er verfolgt wurde, versteckte er die DVD, hatte kurz darauf den Unfall und wachte danach mit Gedächtnisverlust im Krankenhaus auf. So leid es ihnen auch tut, so müssen sie ihren alten Kollegen Wedel festnehmen.

## Rezeption

### Kritiken
„Wir können es nicht fassen, die Kommissare spielen wie junge Götter, und es ist so spannend, dass wir zwischendurch das Blinzeln vergessen.“

„Die Verbindung zwischen Schauspielkunst und intensiver Bildsprache macht 'Wir sind die Guten' zu einem mehr als guten 'Tatort'. Die Risikobereitschaft der Macher hat sich ausgezahlt. Sie haben gezeigt, dass auch bekannter Stoff fesseln kann - wenn er richtig verpackt wird.“

### Einschaltquoten
Die Erstausstrahlung von Wir sind die Guten am 13. Dezember 2009 wurde in Deutschland von 7,91 Millionen Zuschauern gesehen und erreichte einen Marktanteil von 21,7 % für Das Erste.